# Gmina Riverton (hrabstwo Floyd)

Położenie Gminy Riverton w hrabstwie Floyd

Gmina Riverton (ang. Riverton Township) – gmina w USA, w stanie Iowa, w hrabstwie Floyd. Według danych z 2000 roku gmina miała 508 mieszkańców, a jej powierzchnia wynosi 114,86 km².